# Chiesa dell'Immacolata (Mendrisio)
La chiesa parrocchiale dell'Immacolata è un edificio religioso che si trova a Mendrisio, nel quartiere di Besazio, in Canton Ticino.

## Storia
Nel XVII secolo qui esisteva una chiesa dedicata alla Madonna del Rosario, fra il 1777 ed il 1779 questa venne completamente ricostruita e dedicata all'Immacolata, su progetto di Innocente Regazzoni.

## Descrizione
La chiesa ha una pianta ad unica navata affiancata da cappelle laterali e ricoperta da una volta a botte; la navata termina in un coro sovrastato da una cupola.